# Fronteira Índia–Mianmar
A fronteira entre a Índia e Mianmar se estende por 1463 km a oeste de Mianmar (Birmânia) separando este país das províncias de Arunachal Pradesh, Nagaland, Manipur e Mizoram, no extremo leste da Índia.
Seu  extremo nordeste é a fronteira tríplice Índia-Mianmar-China, nas proximidades do pico Hkakabo Razi, ponto culminante de Mianmar e do Sudeste Asiático. O extremo sudoeste fica próximo ao Golfo de Bengala, numa fronteira tríplice dos dois países com Bangladesh. Parte da fronteira é definida pelo paralelo 24 N. A divisa passa também pelo Monte Saramati, um pico ultraproeminente.

## Barreira indo-birmanesa
Longa e acidentada, a fronteira também é muito pobre. Existe criminalidade transfronteiriça e diferentes tipos de tráfico: falsificação de produtos, armas, dinheiro, drogas, etc. O Escritório das Nações Unidas sobre Drogas e Crime (UNODC) e o Órgão Internacional de Controle de Entorpecentes (OICS) preveem que o mau estado das instalações alfandegárias aumenta o narcotráfico. Durante os anos 2001-2003, as forças de segurança indianas também questionaram a porosidade da fronteira devido a 200 mortes relacionadas a insurreições locais.
Ambos os governos conduziram estudos conjuntos por seis meses antes de planejar a construção de uma barreira na fronteira. A construção desta começou em março de 2003.
Em 2004, a construção foi interrompida no estado indiano de Manipur, devido a manifestações organizadas pelas comunidades Tangkhul, kukis e nagas. Segundo essas comunidades, uma grande faixa de terra se tornaria birmanesa em seu detrimento, pois permaneceria no lado birmanês. As manifestações dos habitantes das regiões de Moreh, Chorokhunou e Molchan forçaram o governo de Manipur a encarregar-se da questão. A barreira vai dividir vários grupos étnicos, como os Lushei, os Nagas, os Chins e os Kukis, cujas terras se estendem dos dois lados da fronteira.
Também foi relatado em 2007 que em Manipur contestaram parte do traçado em relação aos nove marcos fronteiriços.